# Temprança

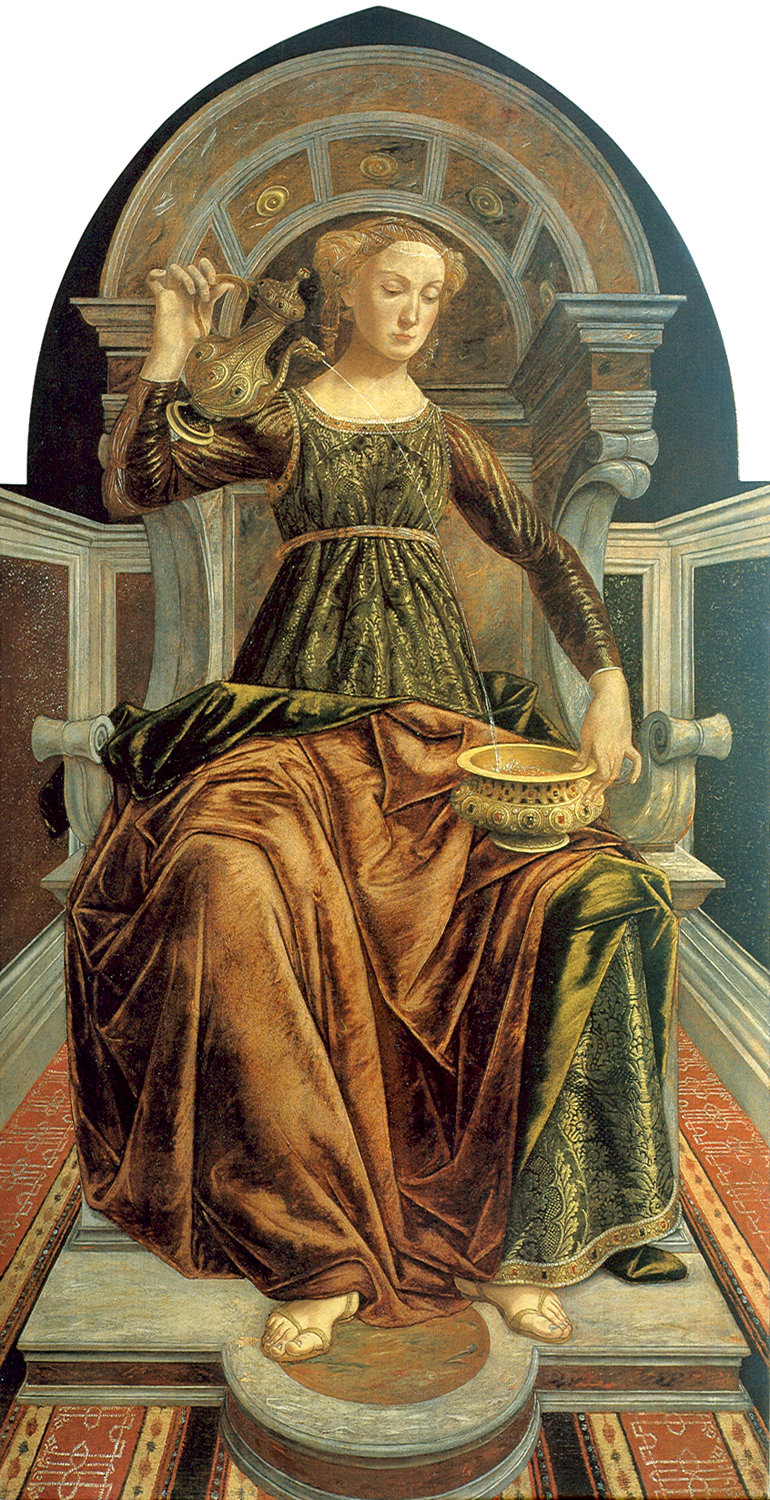
La temperança de Piero Pollaiuolo, 1470

La temprança o temperància en el seu ús modern es defineix com a moderació o autocontrol voluntari. Normalment es descriu en termes del que un individu s'absté voluntàriament de fer. Això inclou la contenció de la venjança practicant la no-violència i el perdó, la contenció de l’arrogància practicant la humilitat i la modèstia, la contenció d’excessos com ara el luxe extravagant o el malbaratament i la contenció de la ràbia o el desig a través de la calma i l’autocontrol.
La temperància ha estat descrita com una virtut pels pensadors religiosos i els filòsofs. Per a la doctrina cristiana, és la virtut moral que modera l'atracció dels plaers i procura l'equilibri en l'ús dels béns creats. Assegura el domini de la voluntat sobre els instints i manté els desigs als límits de l'honestedat. La persona moderada orienta cap al bé les seves ganes sensibles, guarda una sana discreció i no es deixa arrossegar "per seguir la passió del seu cor". La temprança és sovint lloada a l'Antic Testament: "No vagis darrere les teves passions, els teus desigs refrena" (Si 18, 30). Al Nou Testament és anomenada "moderació" o "sobrietat", tal com s'afirma a la Carta Paulina "hem de viure amb moderació, justícia i pietat al segle present" (Tt 2, 12). La temperància és una de les sis virtuts de la classificació de la psicologia positiva juntament amb la saviesa, coratge, humanitat, justícia i transcendència.

## Filosofia grega

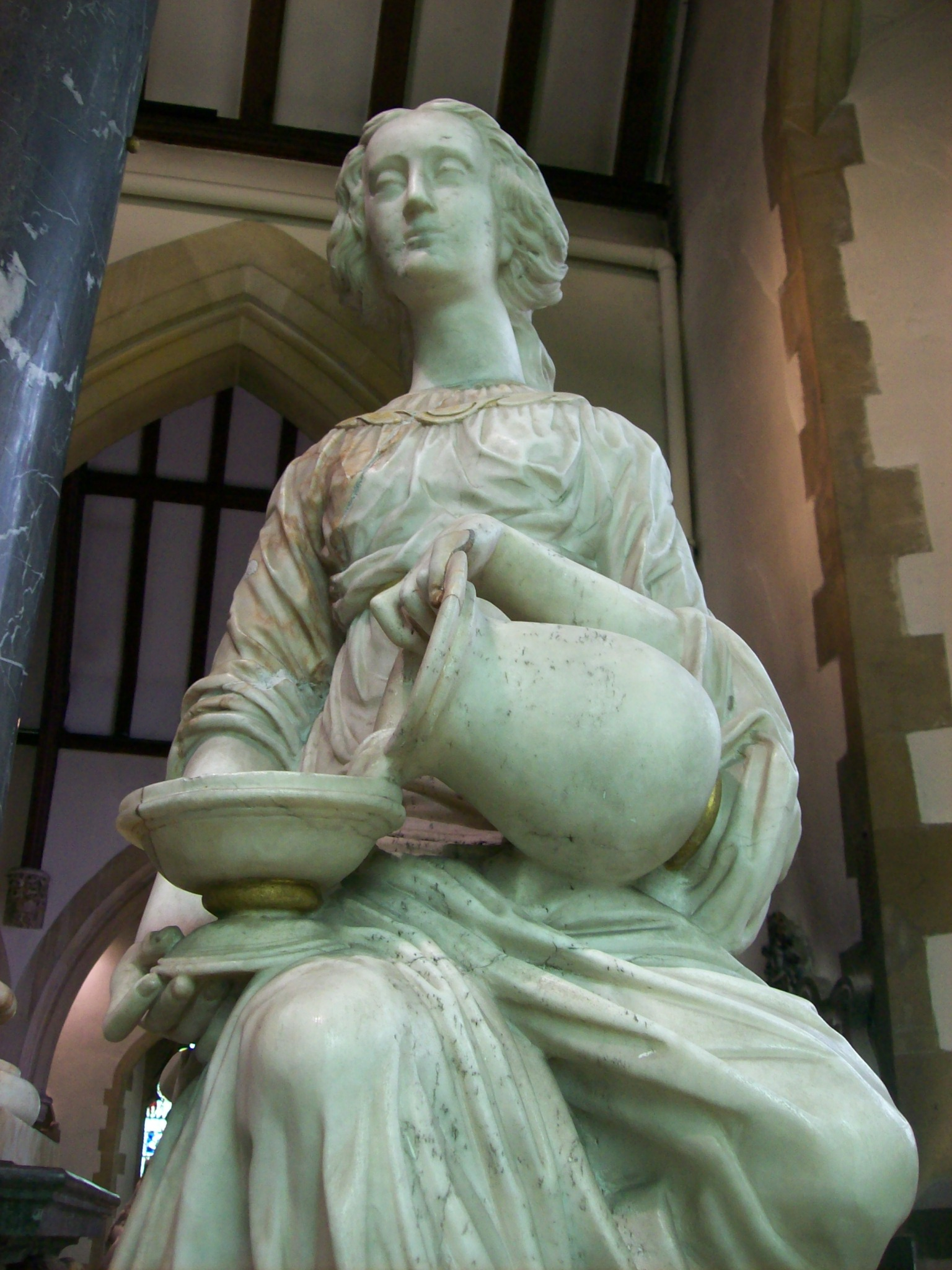
Figura de la Temprança del memorial Digges de Nicholas Stone, Església de Santa Maria, Chilham

Hi ha dues paraules en grec antic que s'han traduït a "temprança" en l'idioma anglès. El primer, sôphrosune, significava autocontrol. L’altra, enkrateia, era una paraula encunyada durant l’època d’Aristòtil, per significar control sobre un mateix o autodisciplina. El terme també comprenia les idees de la raonabilitat i ment sana, compte amb el sentit de moderació, domini de sí i saber estar.
La temprança és una de les principals virtuts ateneses, tal com defensava Plató; l’autorestricció (sôphrosune) és una de les seves quatre virtuts fonamentals de la ciutat ideal, i se'n fa ressò d'Aristòtil. A " Càrmides", un dels primers diàlegs de Plató, s'intenta descriure la temprança, però no aconsegueix una definició adequada. Segons Aristòtil, que restringeix l'esfera de la temperància als plaers corporals, diu que "la temperància és un mitjà pel que fa als plaers".

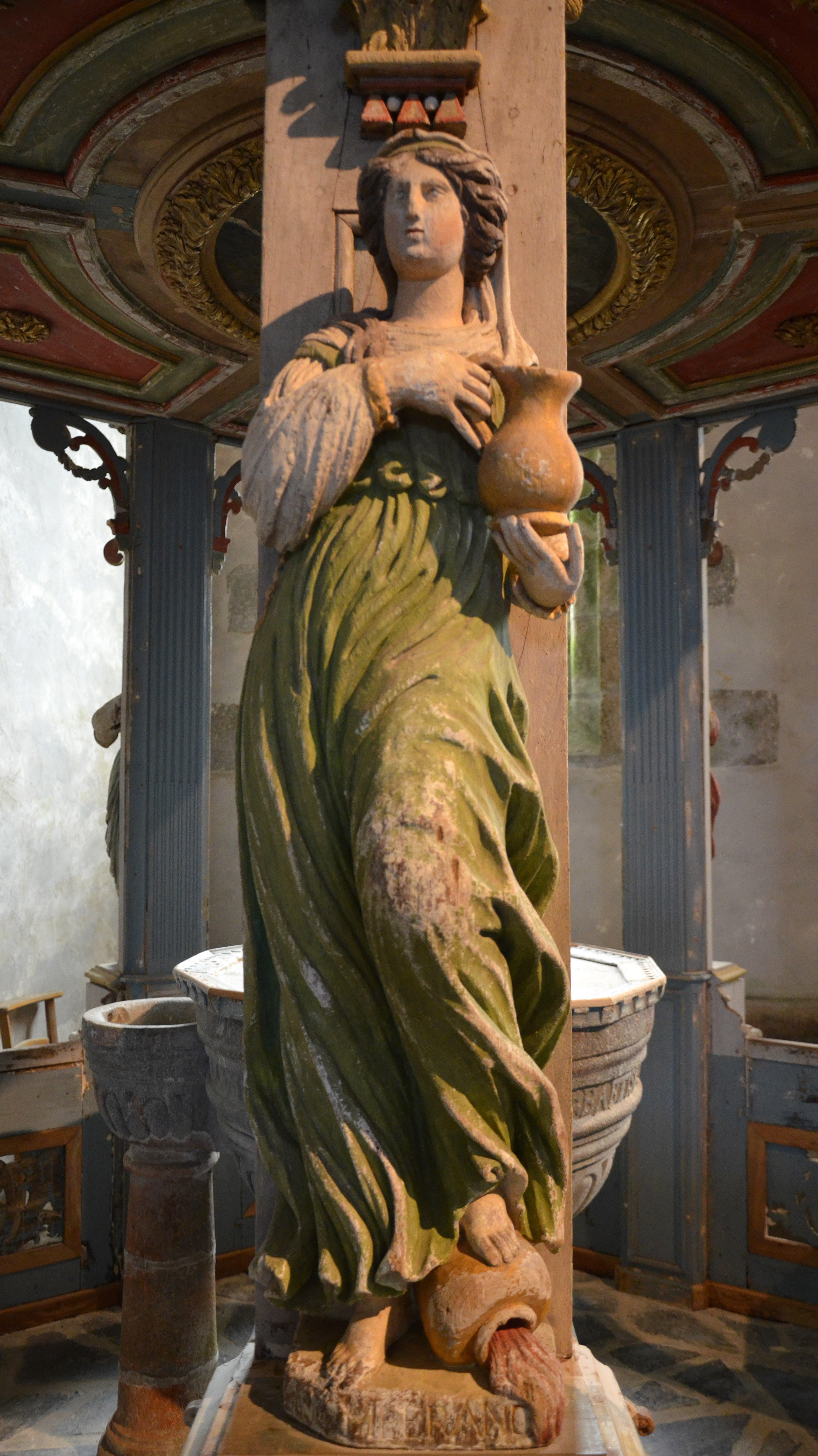
Representació de la temprança (escultura de fusta pintada, datada el 1683, que cobreix el santuari de l'església baptismal Breton Commana a França).

## Cristianisme
"La temperància és la virtut moral que modera l'atracció dels plaers i proporciona equilibri en l'ús dels béns creats". A a Bíblia se l'anomena moderació o sobrietat. L'Antic Testament posa l’èmfasi en la temprança com una virtut fonamental, tal com s’evidencia al Llibre dels Proverbis, on indica que la moderació ha de presidir totes les passions. El Nou Testament també ho fa, el perdó és fonamental per a la teologia i l’autocontrol és un dels fruits de l'esperit. En les cartes pastorals la sobrietat apareix com una de les notes característiques de la vida cristiana.
Pel que fa a la teologia cristiana, la paraula temprança és utilitzada per la Bíblia del rei Jaume a Gàlates 5:23 per a la paraula grega ἐγκρατεία (enkrateia), que significa autocontrol o disciplina (Strong's Concordance, 1466). Agustí d'Hipona apunta que la temprança és "l'amor íntegre, que es dona a aquell al que s'estima" i detalla que està formada per la continència, la clemència i la modèstia. Tomàs d'Aquino va promoure les virtuts originals de Plató a més de diverses altres. En la religió cristiana, la temprança és una virtut que modera l'atracció i el desig de plaer i "proporciona equilibri en l'ús dels béns creats". Sant Tomàs l'anomena "disposició de la ment que lliga les passions". A diferència de l'estoicisme i la moral de Kant, segons Tomàs d'Aquino en el cristianisme aquesta virtut no s'associa a la negació de les tendències i sentiments humans o l'atribució d'un valor ètic negatiu al plaer i el gaudi; i està integrada per dos elements, el pudor i la honestedat.

## Budisme
Un concepte similar al de temprança és una part essencial del Camí Vuitè del budisme. Al Dhammacakkappavattana Sutta, sovint considerat com el primer ensenyament, Buda descriu el Noble Camí Vuitè com el Camí Mitjà de moderació, entre els extrems de la indulgència sensual i l’automortificació. El tercer i el cinquè dels cinc preceptes (pañca-sila) reflecteixen els valors de la temprança: s'ha d'evitar la "mala conducta pel que fa als plaers dels sentits" i l'embriaguesa.

## Hinduisme
El concepte de dama a l’hinduisme equival a la temprança, tot i que no és exactament el mateix. De vegades s’escriu com a damah (sànscrit: दमः). La paraula dama i les paraules derivades del sànscrit basades en ella connoten els conceptes d’autocontrol i autocontrol. Brihadaranyaka Upanishad, al versicle 5.2.3, afirma que tres característiques d’una bona persona desenvolupada són l’autocontrol (damah), la compassió i l’amor per tota la vida sensible (daya) i la caritat (daana). A la literatura sobre hinduisme dedicada al ioga amb el concepte de yamas. Segons ṣaṭsampad, l’ autorestricció (dama) és una de les sis virtuts cardinals.
La llista de virtuts que constitueixen una vida moral evoluciona en els vedes i l'Upanixad. Amb el pas del temps, es van anar conceptualitzant i afegint noves virtuts, algunes substituïdes, d'altres fusionades. Per exemple, Manusamhita va enumerar inicialment deu virtuts necessàries perquè un ésser humà visqués una vida dharmica (moral): Dhriti (coratge), Kshama (perdó), Dama (temprança), Asteya (No cobdícia / No robar), Saucha (puresa), Indriyani-graha (control dels sentits), dhi (prudència reflexiva), vidya (saviesa), satyam (veracitat), akrodha (alliberament de la ira). En versos posteriors, aquesta llista va ser reduïda a cinc virtuts pel mateix erudit, en fusionar i crear un concepte més ampli. La llista més curta de virtuts es va convertir en: Ahimsa (No violència), Dama (temprança), Asteya (No cobdícia / No robar), Saucha (puresa), Satyam (veracitat). Aquesta tendència dels conceptes en evolució continua a la literatura sànscrita clàssica, Dama amb Ahimsa i poques virtuts més presents a la llista en evolució de virtuts necessàries per a una vida moral (dharma).
Cinc tipus d’autorestriccions es consideren essencials per a una vida moral i ètica en la filosofia hindú: s’ha d’abstenir-se de qualsevol violència que causi lesions als altres, abstenir-se d’iniciar o propagar enganys i falsedats, abstenir-se de robar béns aliens, abstenir-se de fer relacions sexuals. enganyar la parella i abstenir-se de l’avarícia. L’abast de l’autorestricció inclou l’acció pròpia, les paraules que es diuen o escriuen i els pensaments. La necessitat de la temprança s’explica com la prevenció d’un mal karma que tard o d’hora persegueix i torna al desenfrenat. La necessitat teològica d’autocontrol també s’explica com a imperant en l'efecte perjudicial de l’acció sobre els altres, ja que ferir un altre és fer-se mal a si mateix perquè tota la vida és una.